# Bridal Veil Falls (Canterbury)
Die Bridal Veil Falls sind ein Wasserfall im Arthur’s-Pass-Nationalpark in der Region Canterbury auf der Südinsel Neuseelands. Er liegt nordöstlich des Ortszentrums von Arthur’s Pass und nördlich der Devils Punchbowl Falls im Lauf des Bridal Veil Creek, der unweit hinter dem Wasserfall in den Bealey River mündet. Seine Fallhöhe beträgt rund 60 Meter.
Vom Besucherparkplatz der Devils Punchbowl Falls am New Zealand State Highway 73 führt eine 45-minütige Wanderung zum Wasserfall.